# ブッシュレンジャー

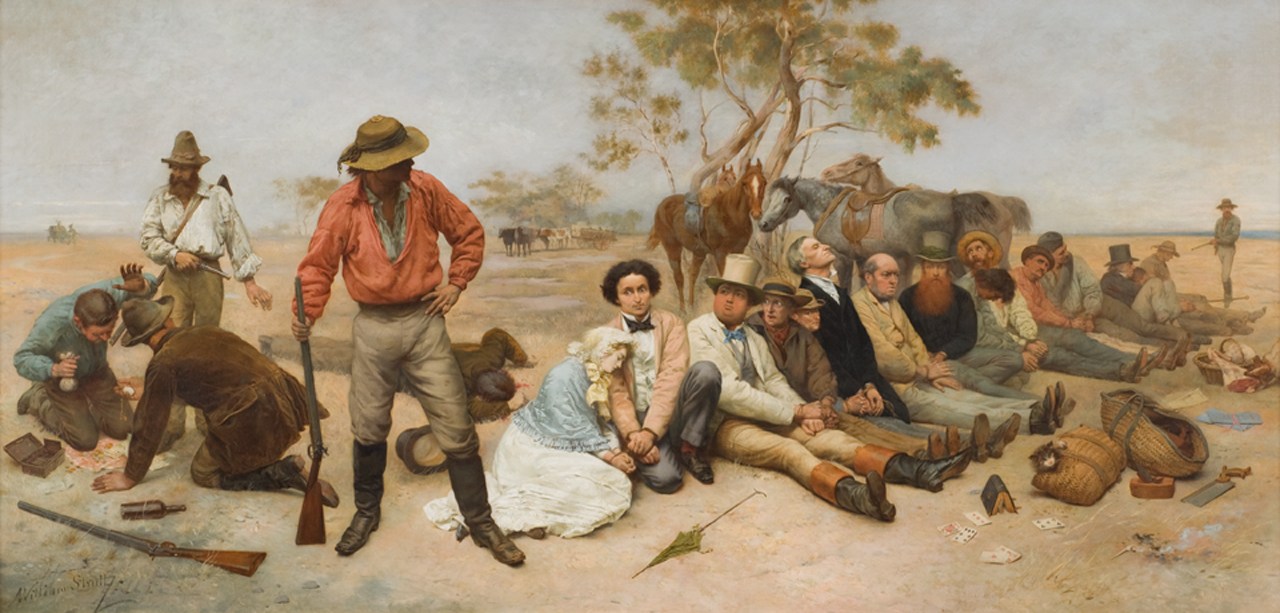
『セント・キルダ・ロードのブッシュレンジャー』
画：ウィリアム・ストラット（1887年）。ストラットによれば、1852年に“ブッシュレンジャーがビクトリア州で行った最も大胆な強盗のひとつ”を描いたとしている。この絵画はビクトリア・ゴールドラッシュ中にブッシュレンジャーが実行した強盗の場面。ブッシュレンジャーの構成員はそのほとんどがヴァン・ディーメンズ・ランド（現在のタスマニア島のこと。）の流罪を受けた人々で、この集団は“セント・キルダ・ロードの盗賊”と知られるようになった。

ブッシュレンジャー（英: Bushrangers）は、オーストラリア前期における盗賊。元は脱走者の囚人で、逮捕から逃れるためにブッシュ（郊外の森林）に潜伏し、サバイバル術を有していた人々だった。1820年頃までに、“ブッシュレンジャー”という単語が“世を捨ててブッシュを拠点に武装略奪を行う者”を表すようになった。これらブッシュレンジャーは、主に囚人の子息で、イギリスの追いはぎ（ハイウェイマン）や、アメリカ合衆国のアウトローに類似していた。彼らの犯罪は、小さな町の銀行や輸送業者を襲撃することだった。有名なブッシュレンジャーはダン・モーガン、クラーク兄弟、ネッド・ケリー（最も著名）などで、大勢の警察官が殺害された。1880年のネッド・ケリーの処刑がブッシュレンジャーの終焉とされる。

## 歴史

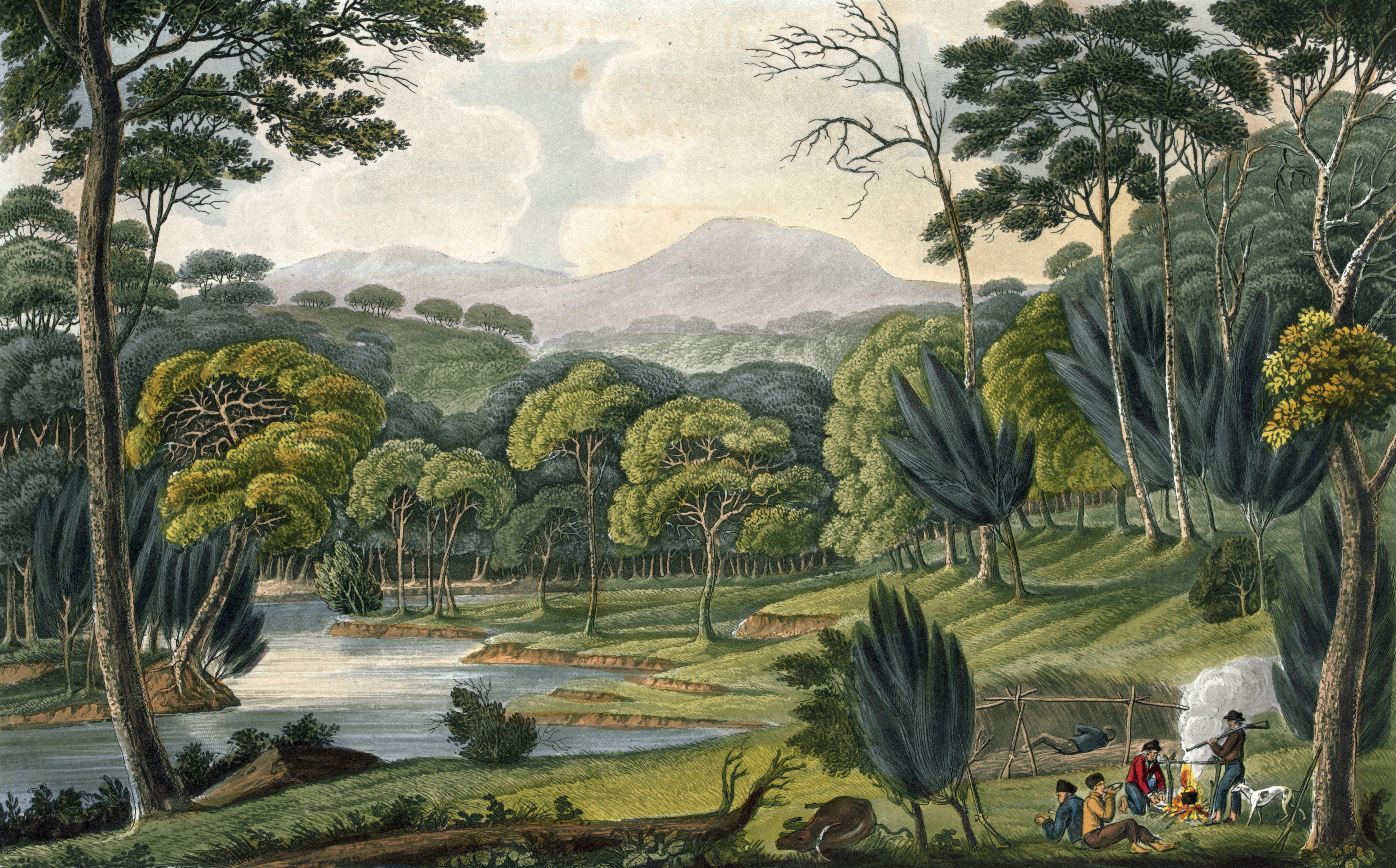
『ネピーアン川の眺め』 (1825年。ジョセフ・リセット画。)　銃を持ったブッシュレンジャーたちの宴が描かれている。

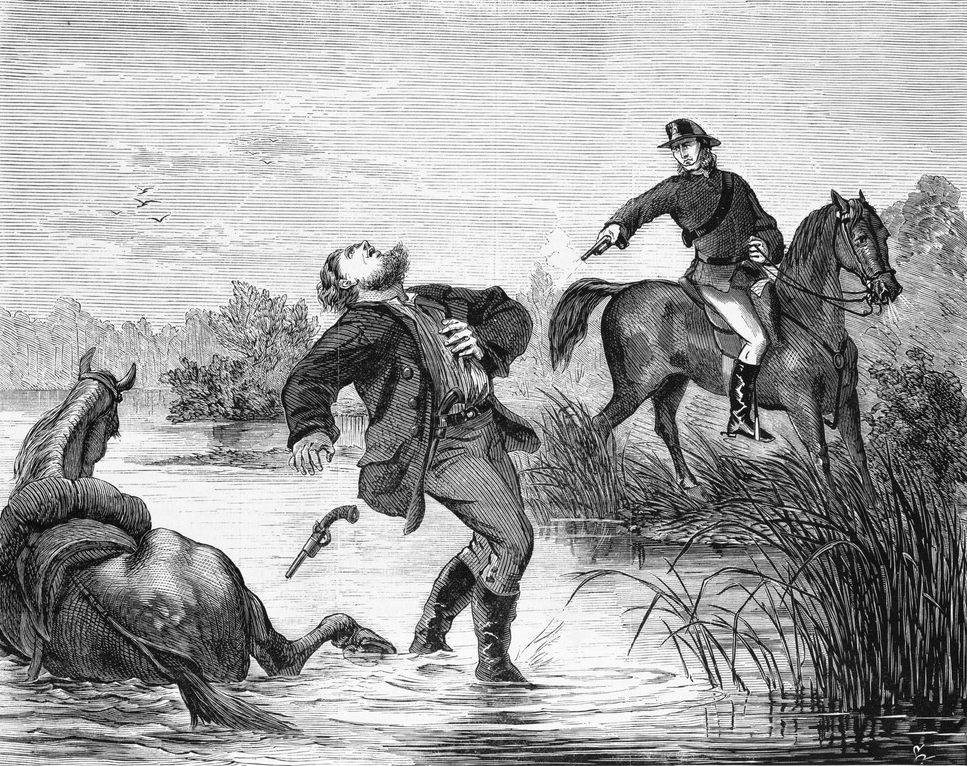
1870年のキャプテン・サンダーボルトの最期の様子。ニューサウスウェールズ州でブッシュレンジャーの流行に陰りが見え始めた頃に描かれた。

ブッシュレンジャーは、脱走囚人に端を発し、ネッド・ケリーのグレンロワン篭城で終焉を迎えるまで、2000名以上が地方で暴れ回ったとされる。

### 1850年代：ゴールドラッシュ期
ビクトリア・ゴールドラッシュ（1850‐1860年）はブッシュレンジャーの全盛期であり、金脈（金は持ち運びしやすく、現金に換えやすかった。）の発見が彼らに莫大な富をもたらした。彼らの活動は、孤立した採金地とゴールドラッシュに乗じて職務を放棄した警察官に支えられていた。
ジョージ・メルヴィルは、1853年にカスルメーン付近でマックアイバーの輸送を襲ったとして、大衆の前で絞首刑に処された。

### 1860年代
ブッシュレンジャーの人数は、貧乏な植民者の子供の増加に伴ってニューサウスウェールズ州で増加した。また、前科者の生活は、農場経営や鉱山で働くことよりも魅力的に思われていた。また、この年代にブッシュレンジャーの活動が頻発したのは、カウラ、ヤス、ワイアンガラなどである。
フランク・ガーディナー、ジョン・ギルバート、ベン・ホールなどは、この時代では特に著名な盗賊団の棟梁であった。その他のブッシュレンジャーには、マレー川を拠点にしていたダン・モーガンやキャプテン・サンダーボルトなどがいる。平均的なブッシュレンジャーの寿命を考えれば、サンダーボルトは最も成功したブッシュレンジャーであろう。彼は1870年にユララで射殺されるまで、6年6ヶ月にわたってニューサウスウェールズ州で強盗をはたらいた。彼の死により、ニューサウスウェールズ州におけるブッシュレンジャーの流行は収束に向かった。

### 1870-1900年代
ブッシュレンジャーに襲われる村落が増加した頃、警察官の警備の目の強化、交通手段や電信のような連絡技術の進歩によって、ブッシュレンジャーにとって逮捕を回避することは難しくなった。
最後のブッシュレンジャーはネッド・ケリー率いる"ケリー・ギャング"で、2年の活動の後の1880年にワンガラタに近いグレンロワンで捕えられた。
しかし、1900年にはガバナー兄弟がニューサウスウェールズ州北部で暴れ回った。

## 大衆からの認知

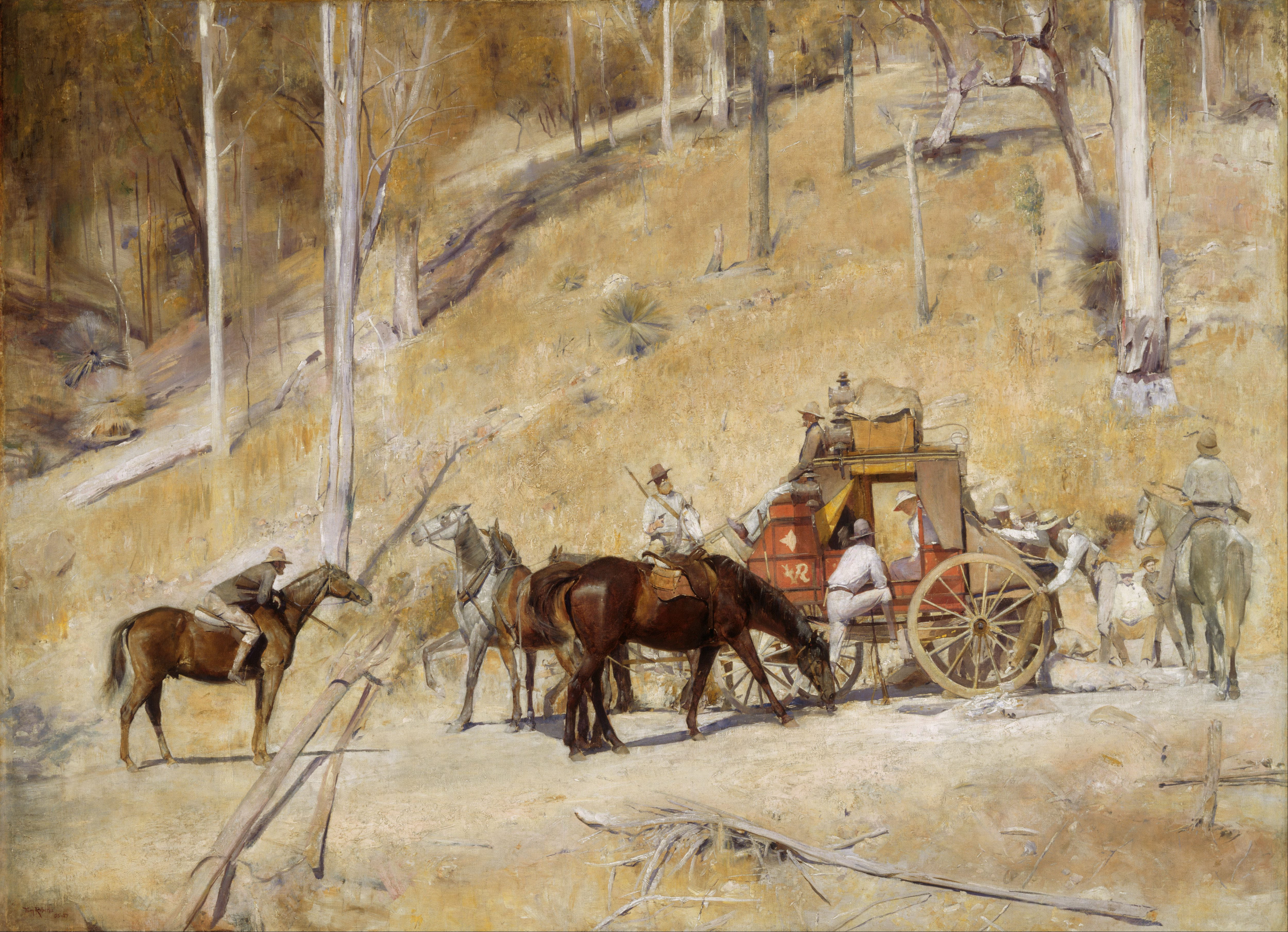
Cobb & Co社（運送会社）の乗り物を襲うブッシュレンジャー（作品名は『Bailed Up』、1895年のトム・ロバーツによる作品）。彼らの行いとは裏腹に、ブッシュレンジャーはオーストラリア人の典型（気まぐれで無駄口を叩かない）と大抵は認識されていた。

オーストラリア国内でブッシュレンジャーは大衆から関心を集めており、義賊（ぎぞく、反社会的でありながら民衆からは支持されている賊）とされることもしばしばあった。オーストラリアの歴史において、ブッシュレンジャー達はごく一部では尊敬されているという。その理由は、彼らの勇猛さや国家権力の反カトリック主義に対抗していたこと、彼らが「世の中の無警察化」というロマン主義を成し遂げたことなどである。ブッシュレンジャー達の中で、特筆すべきはネッド・ケリーであろう。彼の手紙（ジェリルデリーの手紙）や最後の戦いであるグレンロワン篭城は「ブッシュレンジャー＝社会的な反抗者」という立場を明白に映し出している。ネッド・ケリーの認知度は有名なブッシュレンジャーの中でもずば抜けているが、これはオーストラリア国民のブッシュレンジャーに対する両価性を例証していると言えよう。ビクトリアン・ブッシュレンジャーズはビクトリアの荒野に生きたケリー・ギャングを称え、「ブッシュレンジャー」をチーム名の一部として採用している。

## 大衆文化として

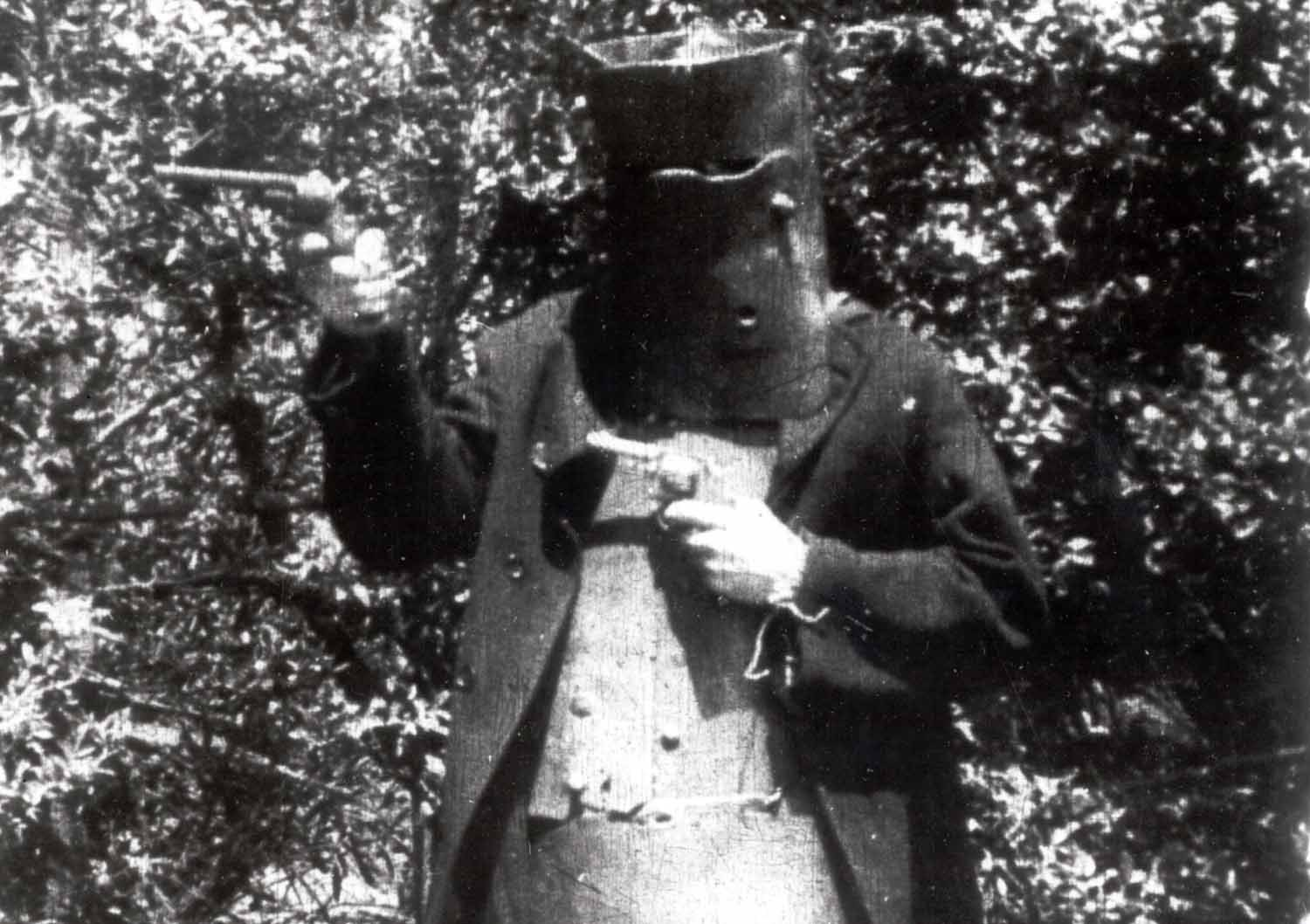
世界初の長編物語映画である1906年製作の『The Story of the Kelly Gang』でネッド・ケリーを演じる俳優。

トム・ロバーツ（ハイデルバーグ派の創始者で、オーストラリア印象派の先駆者）はブッシュレンジャーを『In a corner on the Macintyre』（1894年）や『Bailed Up』（1895年）等の絵画に描いた（両方ともかつてキャプテン・サンダーボルトが活動したインベレルで描かれた）。
『The Story of the Kelly Gang』（1906年）はブッシュレンジャーを題材にした初の映画ではなかったが、世界初の長編物語映画であり、そのジャンルにおける模範となった。この映画の成功を背景に、この映画の製作者らは『Robbery Under Arms』を制作した。オーストラリアにおける映画界の「黄金時代」（1910～1912年）の初期、ジョン・ゲイビンはブッシュレンジャーの実生活を描いたフィクション映画2作品を発表した。『Moonlite』（1910年）と『Thunderbolt』（1910年）である。ブッシュレンジャーを題材とした映画の人気は民衆に広がり、世界の映画史に前代未聞の金字塔を打ち立てた。1911年発表の『Dan Morgan』は題名にもなっているブッシュレンジャーを「狂った悪役」ではなく、「ロマンスのある人物」として描いていることに特筆性がある。ベン・ホール、フランク・ガーディナー、キャプテン・スターライトや、その他大勢のブッシュレンジャーらがこの時代に映画化された。映画で表現されたブッシュレンジャーのような反社会的勢力の栄光に民衆が熱狂したため、1912年に州政府は「ブッシュレンジャーに関連する民間伝承や文化的景観」を禁じ、これによってブッシュレンジャーを題材とした映画は規制されることとなった。この規制はオーストラリアの映画産業の崩壊の主要な原因になったとみなされている。作品数は少ないがオーストラリアのブッシュレンジャー映画には外国へ移されたものがあり、その代表的存在として『Robbery Under Arms』がある。この輸出された映画に影響され、アメリカでは『The Bushranger』（1928年）や『Captain Fury』（1939年）などが制作された。
1970年初頭、オーストラリアンニューウェーブ（オーストラリアの映画ブーム）の流れから『ネッド・ケリー』がミック・ジャガー主演で発表された。デニス・ホッパーはダン・モーガン役を『Mad Dog Morgan』（1976年）で演じている。
ジャック・ドナヒューはブッシュ・バラッド（オーストラリアの民謡）に影響を与えた初めての人物である。
ブッシュレンジャーを題材とした初めての演劇はハーマン・メルヴィル作の『The Bushrangers』である。上述の『Robbery Under Arms』の原作はトーマス・アレクサンダー・ブラウンによって続き物として書かれ、シドニーメールに1882年から1883年まで連載された。この作品はブッシュレンジャーの実生活に準じた最初期のフィクション作品であり、のちに数々の映画やテレビシリーズになった。更に、この作品は史上初のウェスタンフィクションである『The Virginian』（1902年発表、作者はオーウェン・ウィスター）に多大な影響を与えたとされる。 
ベン・ホールと彼の窃盗団は『Streets of Forbes』など様々な民謡に歌われた。
2011年のテレビシリーズ『Wild Boys』ではブッシュレンジャーが主人公になっている。
2013年のテレビシリーズ『The Outlaw Michael Howe』はミカイル・ハウをモデルにしており、タスマニアでのブッシュレンジャーの活動を描いている。
映画『The Legend of Ben Hall』は2016年公開予定の映画である。ニューサウスウェールズ州のブッシュレンジャー（ベン・ホール、ジョン・ギルバート、ジョン・ダン）の史実に基づいた内容になっている。

## ブッシュレンジャーの一覧
- 特に有名なブッシュレンジャーの一覧を下に記す。

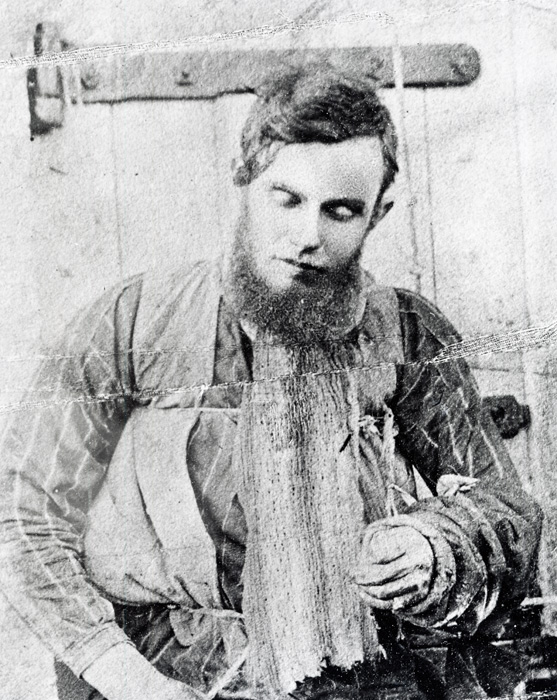
ジョー・バーン

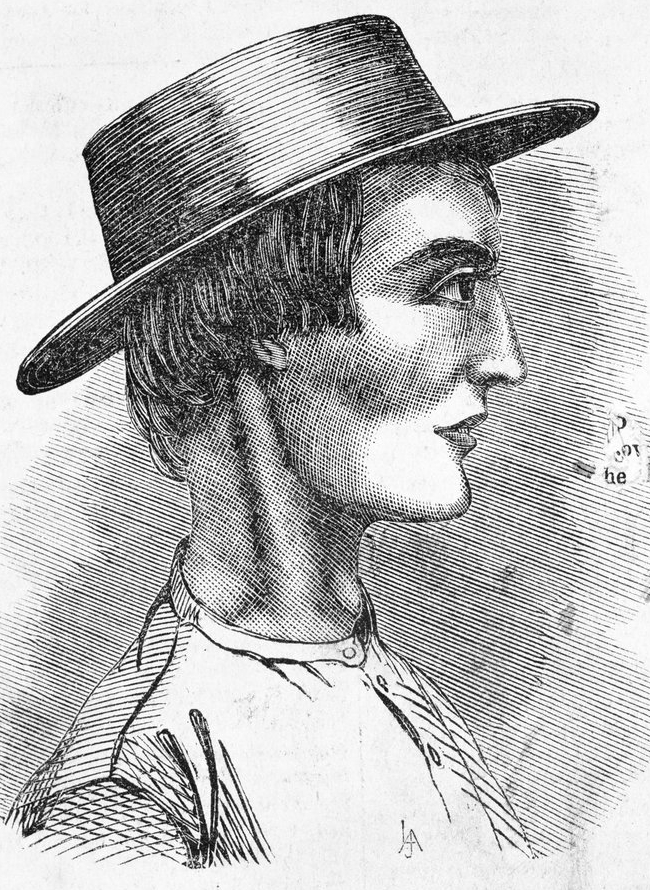
ジョン・ダン

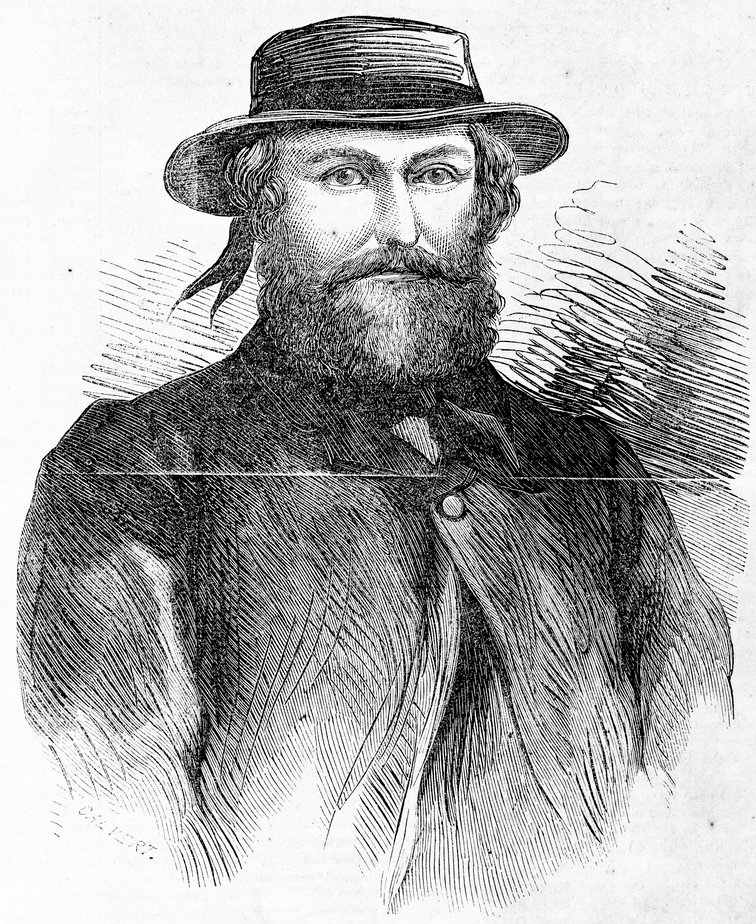
ベン・ホール

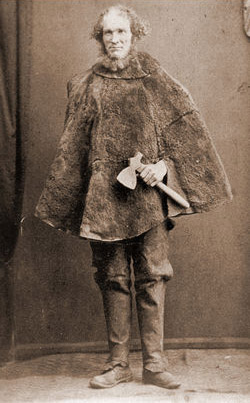
ムーンダイン・ジョー

| 氏名                                   | 生存年           | 活動地域                     | 最期                                               |
| -------------------------------------- | ---------------- | ---------------------------- | -------------------------------------------------- |
| マシュー・ブレイディー                 | 1799–1826        | ヴァン・ディーメンズ・ランド | 絞首刑                                             |
| メアリー・アン・バッグ                 | 1834–1905        | ニューサウスウェールズ州     | 自然死（老衰）                                     |
| ジョー・バーン                         | 1857–1880        | ビクトリア州                 | 警察により射殺                                     |
| ジョーン・シーザー                     | 1764–1796        | シドニー付近                 | 射殺                                               |
| キャプテン・ムーンライト               | 1842–1880        | ニューサウスウェールズ州     | 絞首刑                                             |
| キャプテン・スターライト               | 1841–1901        | クイーンズランド州           | 投獄、のち解放され一般人として死去                 |
| キャプテン・サンダーボルト             | 1835–1870        | ニューサウスウェールズ州     | 警察により射殺                                     |
| マーティン・キャッシュ                 | 1808頃–1877      | ヴァン・ディーメンズ・ランド | 投獄、のち解放され一般人として死去                 |
| クラーク兄弟                           | 1840 / 1846-1867 | ニューサウスウェールズ州     | 絞首刑                                             |
| パトリック・デイリー                   | 1844–?           | ニューサウスウェールズ州     | 投獄、のち解放され一般人として死去                 |
| エドワード・デイビス                   | ?–1841           | ニューサウスウェールズ州     | 絞首刑                                             |
| ジャック・ドナヒュー                   | 1806頃–1830      | シドニー近辺                 | 警察により射殺                                     |
| ジャック・ザ・ランマー                 | ?–1834           | ニューサウスウェールズ州     | 射殺                                               |
| ジョン・ダン                           | 1846–1866        | ニューサウスウェールズ州     | 絞首刑                                             |
| ジョン・フランシス                     | 1825頃–?         | ビクトリア州の金鉱周辺       | 投獄、死因不詳                                     |
| フランク・ガーディナー                 | 1829頃–1904頃    | ニューサウスウェールズ州     | 投獄、のち解放され一般人として死去                 |
| ジョン・ギルバート                     | 1842–1865        | ニューサウスウェールズ州     | 警察により射殺                                     |
| ジミー・ガバナー                       | 1875–1901        | ニューサウスウェールズ州     | 絞首刑                                             |
| ベン・ホール                           | 1837–1865        | ニューサウスウェールズ州     | 警察により射殺                                     |
| スティーブ・ハート                     | 1859–1880        | ビクトリア州                 | 自殺?                                              |
| マイケル・ハウ                         | 1787–1818        | ヴァン・ディーメンズ・ランド | 捕縛され殺害                                       |
| トーマス・ジェフリーズ                 | ?–1826           | ヴァン・ディーメンズ・ランド | 絞首刑                                             |
| ローレンス・カーベナー                 | 1805頃–1846      | ヴァン・ディーメンズ・ランド | 絞首刑                                             |
| ダン・ケリー                           | 1861頃–1880      | ビクトリア州                 | 自殺?                                              |
| ネッド・ケリー                         | 1854頃–1880      | ビクトリア州                 | 絞首刑                                             |
| パトリック・ケニフ                     | 1865–1903        | クイーンズランド州           | 絞首刑                                             |
| ジョン・カーニー                       | 1844頃–1892      | オーストラリア南部           | 投獄、のち解放され一般人として死去                 |
| フランク・マッカラム                   | 1823頃–1857      | ビクトリア州の金鉱周辺       | 絞首刑                                             |
| ジェイムス・アルフィン・マクファーソン | 1842–1895        | クイーンズランド州           | 投獄、のち解放され一般人として死去                 |
| ムーンダイン・ジョー                   | 1828頃–1900      | オーストラリア西部           | 幾多にもわたって投獄、のち解放され一般人として死去 |
| ダン・モーガン                         | 1830頃–1865      | ニューサウスウェールズ州     | 警察により射殺                                     |
| モスキート                             | 1780頃–1825      | ヴァン・ディーメンズ・ランド | 絞首刑                                             |
| アレクサンダー・ピアース               | 1790–1824        | ヴァン・ディーメンズ・ランド | 絞首刑                                             |
| サム・プー                             | ?–1865           | ニューサウスウェールズ州     | 絞首刑                                             |
| ハリー・パワー                         | 1819–1891        | ビクトリア州                 | 投獄、のち解放され一般人として死去                 |
| オーウェン・サフォーク                 | 1829–?           | ビクトリア州                 | 投獄先で射殺                                       |
| ジョン・ベイン                         | 1842–1906        | ニューサウスウェールズ州     | 投獄、のち解放され一般人として死去                 |
| ウィリアム・ウェストウッド             | 1820–1846        | ニューサウスウェールズ州     | 絞首刑                                             |